# XIX Torneio Internacional Solverde em Hóquei em Patins
A Associação Académica de Espinho, organiza um dos torneio mais antigos de hóquei em patins de pre-época. Torneio Internacional Solverde em Hóquei em Patins Torneio com o principal pratrocinio do Casino Solverde (Espinho)
A Câmara de Espinho presta apoio na divulgação do torneio. 
A 20 edição decoreu entre os dias 19 e 20 de Setembro, com o OC Barcelos a conquistar o Troféu.

## Meias Finais
| Setembro 19, 2008 | OC Barcelos                    | 5 - 2 | CD Nortecoope | Pavilhão Arq. Jerónimo Reis |
| 20:30             | Hugo Costa (3) Leal João Pinto | [ 2 ] |               |                             |

| Setembro 19, 2008 | AA Espinho | - | CP Alcobendas | Pavilhão Arq. Jerónimo Reis |
| 22:00             |            |   |               |                             |

## 3º e 4º Lugar
| Setembro 20, 2008 | AA Espinho | - | CD Nortecoope | Pavilhão Arq. Jerónimo Reis |
| 16:00             |            |   |               |                             |

## Final
| Setembro 20, 2008 | OC Barcelos                            | 3 - 1 | CP Alcobendas | Pavilhão Arq. Jerónimo Reis |
| 17:30             | Miguel Viterbo Hugo Costa André Torres |       |               |                             |